# Église Sainte-Pecinne de Sainte-Pazanne
 (janvier 2019).
Améliorez-le ou discutez des points à vérifier. 
L’église Sainte Pecinne est une église catholique située à Sainte-Pazanne, en Loire-Atlantique (France).

## Historique
Construite entre 1877 et 1898 par les architectes René Ménard (1877-1881), puis Langarcy et Émile Libaudière (1895-1898), cette église est la plus haute église du pays de Retz avec son clocher culminant à 67 mètres. Elle a été édifiée en remplacement du sanctuaire construit en 1819 (l'architecte de cet ancien édifice était Mathurin Crucy).
C’est un monument historique inscrit par arrêté du 5 octobre 2007.

## Description
Le chœur, le transept et les trois travées de la nef sont édifiés entre 1878 et 1881. La dernière travée de la nef et le clocher sont édifiés entre 1895 et 1898. Le porche date de 1898 : au-dessus de la porte se trouvent deux bas-reliefs représentant le Seigneur, les disciples d'Emmaüs et la Cène. De part et d'autre de la porte, on peut voir les statues de saint Augustin, saint Julien, saint Louis, saint Henri, saint Léon et saint Félix.

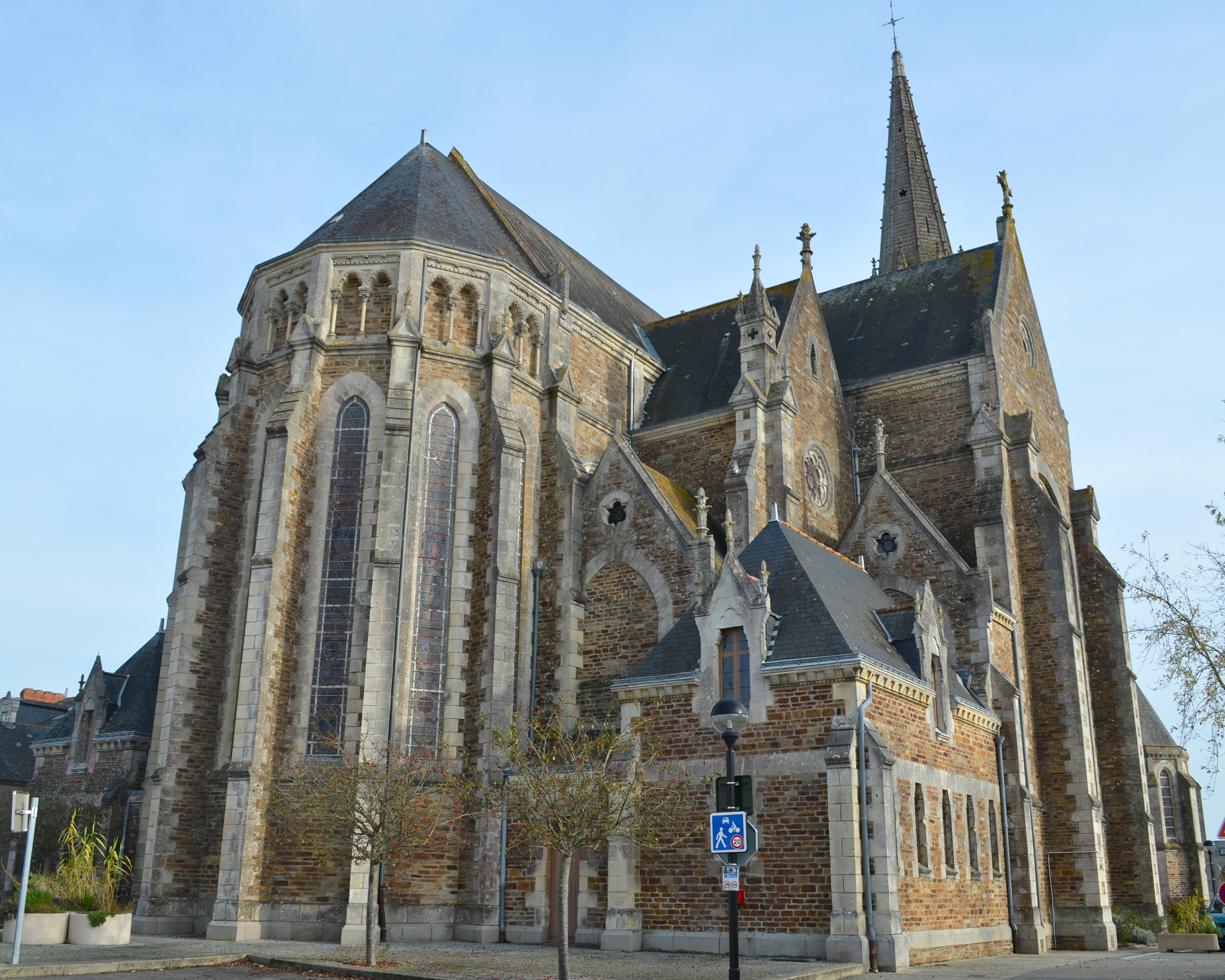
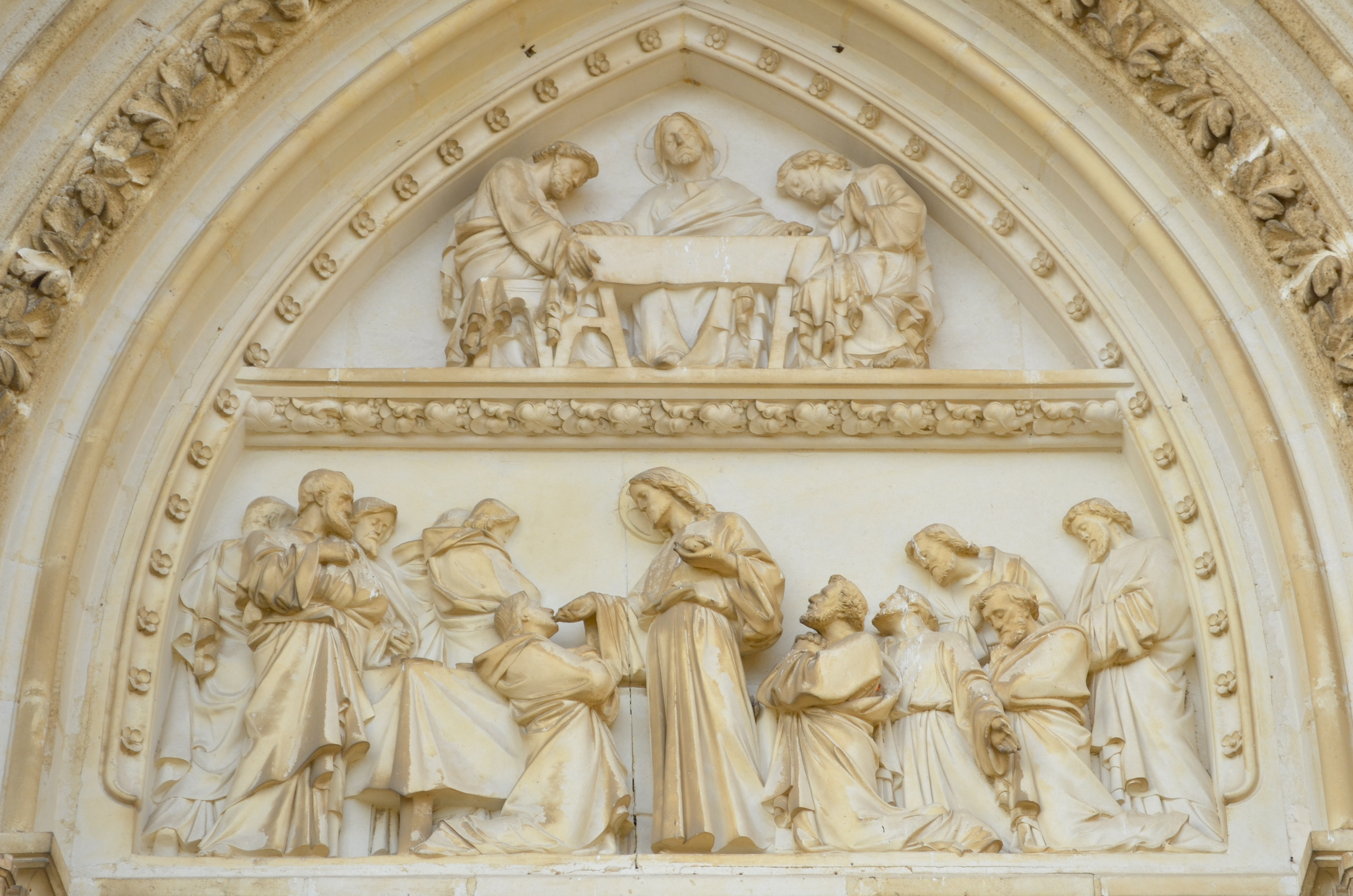